# 수잔 베가
수잔 베가 (Suzanne Nadine Vega, 1959년 7월 11일 ~ )는 미국의 작곡가, 가수이다. 1987년에 발표한 2집 앨범 《Solitude Standing》에 실려있던 〈Luka〉와 〈Tom's Diner〉가 다양한 국제적인 음악 차트에서 10위권에 도달했었다. 〈Tom's Diner〉는 원래 아 카펠라 버전이었으나, 1990년 당시 영국의 밴드 DNA가 댄스 음악으로 리메이크했었다.

## 생애
수잔 베가는 1959년 7월 11일에 캘리포니아 주, 샌타모니카에서 태어났다. 독일계 스웨덴인이었던 어머니 팻 베가는 컴퓨터 시스템 분석가였으며, 아버지 리처드 펙은 스코틀랜드인, 잉글랜드인, 아일랜드인의 혼혈이었다. 베가의 부모는 그녀가 태어난지 얼마 지나지 않아 이혼했다. 의붓아버지 에드가르도 베가 윤케는 푸에르토리코 출신의 작가이자 선생님이었다.
수잔이 2살이었을 때 뉴욕으로 이사를 갔으며, 스페니시 할렘과 어퍼 웨스트 사이드에서 성장했다. 9살에 시를 썼으며, 14살에 처음으로 작곡을 했다. 그 후 공연예술 고등학교 (High School of Performing Arts)에 입학하여 모던 댄스를 공부했으며, 1977년에 졸업했다.
수잔은 친아버지 리차드 펙의 존재를 9살이 될 때까지 전혀 알아차리지 못했다. 그녀가 20대 후반일 때 친아버지와 만났고 계속 연락을 주고받는 사이다.

## 음악 경력

### 1980년대
바너드 칼리지에서 영문학을 전공하던 중 수잔은 그린위치 빌리지의 소규모 공연장에서 노래를 했는데 코넬리아 스트리트 카페에 있던 잭 하디의 먼데이 나이트 송라이터 그룹에 정기적으로 나가면서 《Fast Folk》선집 앨범에 처음으로 몇 곡을 발표하게 된다. 1984년 수잔은 대형 레코드사와 계약하게 되면서 패스트 포크 아티스트들 중 처음으로 주류 레이블에 진출하게 된다.
자신의 이름을 제목으로 한 수잔 베가의 첫 앨범은 1985년 발매되었는데 미국 내에서는 좋은 평을 받았고 영국에서는 플래티넘을 달성했다. 레니 카예와 스티브 아다보가 제작한 이 앨범은 베가의 어쿠스틱 기타와 단순한 편곡의 곡들이 담겨있었다. <Marlene on the Wall>의 뮤직비디오가 출시되어 MTV와 VH1을 통해 방영되었다. 이 시기에 베가는 작곡가 필립 글래스의 《Songs from Liquid Days》의 두 곡(<Lighting>과 <Freezing>)의 가사를 써주기도 했다.
존 휴스의 1986년 영화 《프리티 인 핑크》를 위해 스티브 아다보와 함께 쓴 수잔 베가의 곡 <Left of Center>는 영국 싱글 차트 32위에 올랐다.
그리고 만든 두 번째 앨범 《Solitude Standing》(1987)은 평론가들의 좋은 평가와 함께 미국에서 백만장 이상 팔리면서 상업적 성공도 거두었다. 이 앨범에는 세계적인 히트곡 <Luka>가 담겨있었는데 이 곡은 학대받는 아이의 시점에서 쓴 곡으로 당시 팝 히트곡으로서는 드문 주제였다. 베가의 어쿠스틱 기타에 여전히 초점을 맞추면서 악기들이 더 풍성하게 추가된 팝적인 편곡으로 스타일이 변모했다. 이 앨범에 담겨 있던 아카펠라곡 <Tom's Diner>는 나중에 DNA라는 영국의 댄스음악 제작자들이 1990년 리믹스하면서 히트하게 된다. 이 리믹스 곡은 원래는 해적판이었으나 베가가 자신의 레코드사를 통해 정식으로 발매하도록 허락하면서 그녀의 최고 히트곡이 된다.

### 1990년대
수잔 베가의 세 번째 앨범 《Days of Open Hand》(1990)은 앞선 두 앨범의 음악적 스타일을 유지했다.
그리고 1992년에 수잔은 포크 음악과 댄스 비트, 인더스트리알 뮤직 등이 혼합된 앨범 《99.9F°》을 출시했다. 이 앨범은 미국 내에서 50만장 이상이 팔리면서 RIAA의 골드 레코드를 수여했다. 싱글 "Blood Makes Noise"는 빌보드의 모던록 차트에서 1위를 차지했다. 수잔 베가는 이후 이 앨범의 제작자였던 미첼 프룸과 결혼한다.
1996년 출시된 다섯 번째 앨범 <Nine Objects of Desire>는 단순한 곡들로부터 《99.9F°》에 담겼던 인더스트리얼 스타일의 곡들까지 다양한 음악들로 채워졌다. 이 앨범에 담긴 곡 <Caramel>은 영화 《고양이와 개에 관한 진실》에 삽입되었고 나중에 영화 《클로저》의 예고편에도 사용된다. <Woman on the Tier>란 곡은 영화 《데드 맨 워킹》 사운드트랙에 들어갔다.
1997년에는 《프리티 인 핑크》에 사운드트랙으로 들어간 <Left of Center>를 함께 만들었던 조 잭슨(당시 베가가 노래를 하고 잭슨이 피아노를 연주했다)이 일곱 가지 대죄에 관해 만든 뮤지컬 《Heaven and Hell》 컨셉트 앨범 일부분에서 노래로 도움을 주었다.
1999년 아본 북스에서 수잔 베가의 시, 가사, 에세이, 기사 등을 모은 책 《The Passionate Eye: The Collected Writings of Suzanne Vega》를 출간했다.

### 2000년대

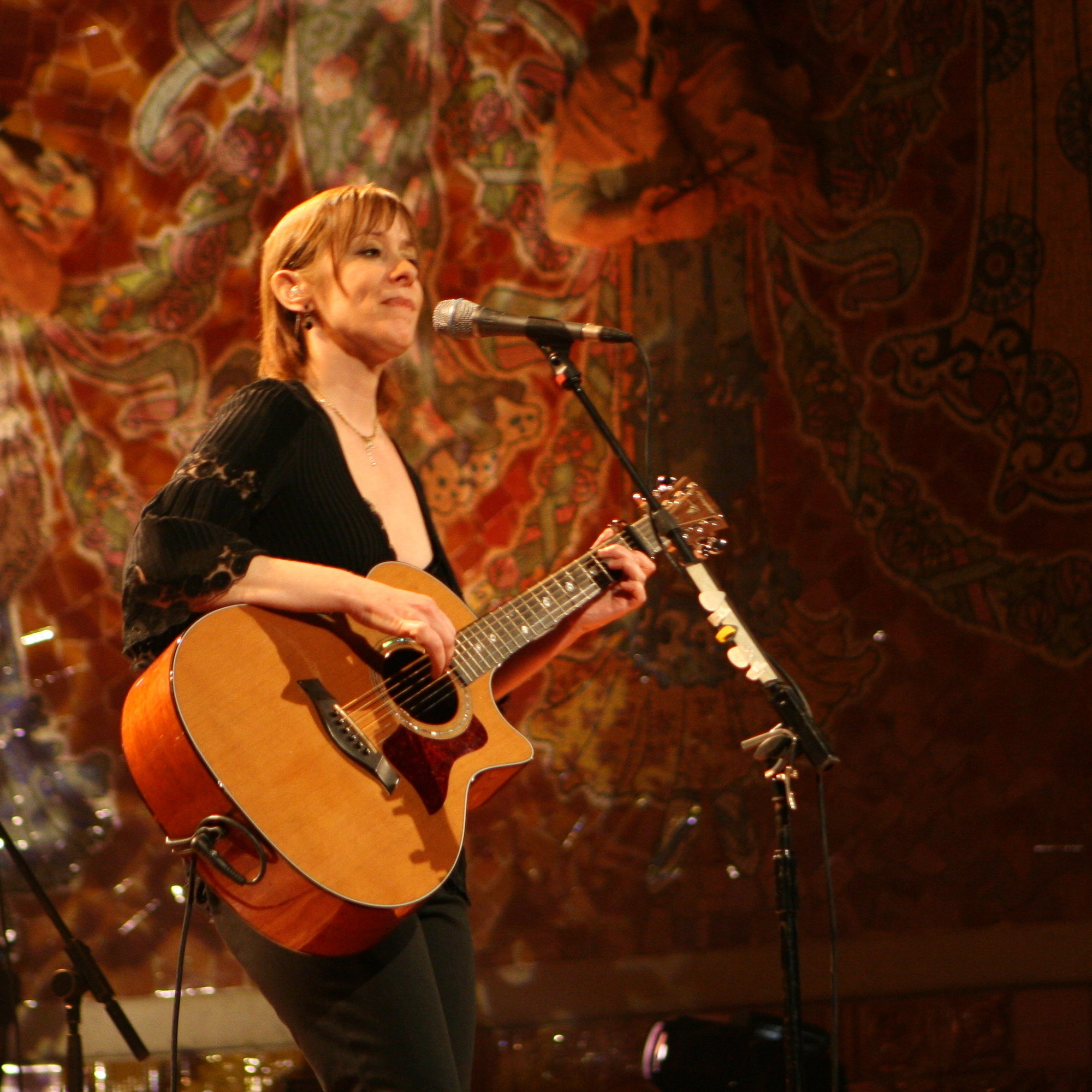
2008년, 공연 중인 베가

2001년 9월 《Songs in Red and Gray》라는 제목의 새 앨범을 출시했다. 이 중에서 세 곡은 첫 남편 미첼 프룸과의 이혼에 관한 내용을 다루고 있다.
2002년 12월, 그녀의 동생 팀 베카의 추모공연에서 수잔은 문커서 필름의 크리스토퍼 수퍼트 감독의 《Some Journey》라는 다큐멘터리에 출연을 시작했다. 이 영화는 아직도 완성되지 않았다.
언더그라운드 힙합 듀오인 펠트(Felt)는 그들의 2002년 앨범 《Felt: A Tribute to Christina Ricci》에 <Suzanne Vega>라는 곡을 담았다.
2003년에 21개의 히트곡 모음집인 《Retrospective: The Best of Suzanne Vega》가 출시되었다. 영국판에는 8곡이 담긴 보너스 CD와 12곡이 담긴 DVD가 포함되었다. 같은 해 수잔은 그래미 수상자인 재즈 기타리스트 빌 프리셀의 초청으로 독일의 유명한 루르트리엔날레의 센츄리 오브 송 콘서트에 출연했다.
2003년 수잔은 아메리칸 퍼블릭 미디어의 라디오 시리즈로 20세기 미국 작곡가들을 다루는 아메리칸 마브릭스의 진행을 맡았고 이를 통해 피바디 어워드의 방송우수상을 받았다.
2006년 8월 3일 수잔 베가는 인터넷 기반의 가상세계인 세컨드 라이프에서 라이브 공연을 한 최초의 메이저급 가수가 되었다. 이 이벤트는 퍼블릭 라디오 '더 인피니트 마인드'로 존 호켄베리가 진행했다.
2006년 9월 17일 센츄럴 파크에서 열린 다르푸르 연합을 위한 자선 공연에 출연했는데 여기에서 자신이 엠네스티의 적극 후원자로 1988년부터 회원임을 밝혔다.

2006년 10월 초, 수잔 베가는 체크공화국의 올로모츠에서 열린 아카데미아 필름 올로모츠 행사에 참여했다. 이는 유럽에서 가장 오래된 다큐멘터리 영화 페스티벌로 그녀는 주요 게스트로 초청되었다. 크리스토퍼 수퍼트 감독의 다큐멘터리 영화에 출연한 것도 한 이유였는데 이 영화는 페스티벌 중 시험 상영되었고 페스티벌 말미에 수잔은 그녀의 히트곡들에 더하여 새 곡<New York Is a Woman>을 불렀다.
체크공화국에서 2006년 10월에 발간된 책 《Everything Is Just a Bet》에 수잔 베가의 인터뷰가 실렸다. 이 책에는 프라하의 스반도보 극장에서 정기적으로 진행되는 인터뷰들 중 12개를 추린 것이다. 베가는 스반도보 극장에서 관객들에게 이 책을 소개하고 몇몇 체크의 연예인들과 함께 사인회를 가졌다.
2006년 봄에 수잔은 블루 노트 레코드와 새로운 음반 계약을 맺고 2007년 7월 17일에 《Beauty & Crime》 앨범을 발매했다. 지미 호가스가 제작한 이 앨범은 그래미 비클래식 부문 최우수 엔지니어드 앨범상을 받았다. 블루 노트 레코드와의 계약은 연장되지 않고 2008년 만료되었다.
2007년에는 여러 주류 아티스트들의 뒤를 좇아 <Pronographer's Dream>이라는 곡을 파드세이프로 발매했다. 이 곡은 2007년 2주간 1위를 지키다 11위로 마감했고 PMC의 년간 탑 10에서 그 해의 히트곡으로 선정되었다. 2015년 베가는 14회 인디펜던트 뮤직 어워드에 심사 패널로 참여했다.

 베가는 6-13회에도 심사위원으로 참여했었다.

### 2010년대

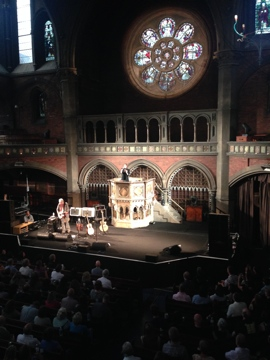
2015년 런던의 유니온 채플에서 설교단을 이용하여 공연 중인 베가

베가는 자신의 곡들을 재녹음하였는데 여기에는 음악적 요인에 더해 상업적이고 통제권에 관한 이유가 있었다. 이렇게 하여 클로즈업 시리즈 Vol. 1(Love Songs)과 Vol. 2 (People & Places)는 2010년에, Vol. 3 (States of Being)는 2011년 7월, Vol. 4 (Songs of Family)는 2012년 9월에 발매되었다. 2번, 3번, 4번 클로즈업 앨범에는 이전에 발매되지 않는 곡들이 포함되었는데 2번과 3번에는 새롭게 협업하여 만든 곡이 각각 하나씩 들어갔고 4번에는 수년 전에 베가가 썼지만 녹음하지 않았던 3개의 곡이 들어갔다. 전체 클로즈업 시리즈에는 이전 곡들 60개가 재녹음되었고 5개의 새곡이 들어가면서 베가의 음악 경력의 3/4 정도가 담기게 되었다.
공연 활동을 해오면서 베가와 오랜 협업자인 제리 레너드는 새로운 곡들을 추가해 왔는데 공연에서 인기있던 ‹I Never Wear White› 같은 곡이 그렇다. 1년 좀 넘게 걸려서 이러한 곡들은 완성되어 라이브 스튜디오 세팅으로 여러 게스트들과 함께 녹음되었다. 레너드가 제작한 앨범 《Tales from the Realm of the Queen of Pentacles》은 2014년 2월 14일에 발매되었다. 이 앨범은 7년만에 새로운 곡들로 만들어진 정규 앨범으로 1992년 이후 처음으로 영국 톱 40에 진입하여 37위까지 올랐다.
새 앨범 《Lover, Beloved: Songs from an Evening with Carson McCuller》가 2016년 10월 14일 발매되었다.

## 작곡
수잔은 의붓아버지의 격려에 힘입어 9살부터 시를 쓰기 시작했다. 그리고 첫 곡 <Brother Mine>을 작곡하는데 3년이 걸려 마쳤을 때 14살이었다. 이 곡은 《Close-Up Vol. 4, Songs of Family》에 그녀의 초기 곡인 <The Silver Lady>와 함께 수록되었다.
수잔 베가는 악보 읽는 법을 배우지 못했다. 그녀는 멜로디를 모양으로 코드를 색깔로 본다. 가사와 멜로디 아이디어에 집중하며 난이도가 있는 부분(인트로나 브릿지 같은)은 함께 작업하는 다른 아티스트들의 도움을 받는다. 첫 번째를 제외한 대부분의 앨범이 이런 협업으로 만들어졌다.
베가는 자신이 쓰기 시작한 곡들의 대략 80%를 자신이 마무리한다.
그녀에게 가장 큰 영향을 준 아티스트들은 루 리드(Lou Reed), 밥 딜런(Bob Dylan), 레너드 코언(Leonard Cohen)이다. 그 밖에 폴 사이먼(Paul Simon)이나 로라 니로(Laura Nyro) 등이다.

## 연극
수잔 베가와 던컨 쉬크(Duncan Sheik)는 작가 칼슨 맥컬러스의 삶을 다룬 연극 <칼슨 맥컬러스, 사랑에 대해 말하다>를 공저했다. 케이 매출라트(Kay Matschullat) 감독으로 2011년 초연한 이 연극에서 베가는 독백과 노래를 번갈아 가며 했다. 베가와 쉬크는 57회 드라마 데스크 어워드에서 우수 연극 음악상 후보로 올랐다.
이 연극을 기반으로 만들어진 앨범 《Lover, Beloved: Songs from an Evening with Carson McCullers》은 2016년 발매되었다. 베가는 이 앨범을 세 번째 버전으로 여기고 있다. 첫 버전은 그녀가 대학교 다닐 당시에 썼었다.

## 아마누엔시스 프로덕션(Amanuensis Productions)
수잔 베가는 2008년 경제위기 이후 자신의 레코드 레이블을 설립했다. 그때부터 블루 노트 레코드와 일하는 것을 그만두었고 발표했던 곡들을 재편곡하고 재녹음하여 자신이 관리할 수 있도록 하려는 생각을 하게 되었고 이는 결국 클로즈-업 시리즈를 통해 이루어진다.
"아마누엔시스 프로덕션"이란 이름은 "하인"(아마누엔시스)이 "주인"(레코딩 마스터)을 소유한다는, 일종의 농담이자 또한 A&M에서 아직도 이전 마스터 테이프들을 법적으로 소유하고 있음을 빗대는 말장난이기도 했다.
레이블을 운영은 생각보다 쉽지 않았고 2015년 경우 재정적으로 본전 수준이었다. 한편 <Tom's Dinner> 곡에 대한 라이센스가 진행 중이다.

## 사생활
1995년 3월 17일 수잔 베가는 뮤지션이자 음반제작자로 《99.9F°》와 《Nine Objects of Desire》 앨범에 제작 및 연주로 참여하기도 했던 미첼 프룸과 결혼했다. 둘 사이에 딸 루비 프룸이 있다(1994년 7월 8일생). 소울 커핑(Soul Coughing)이라는 밴드가 허락을 받고 딸 이름을 차용하여《Ruby Vroom》 앨범 제목으로 쓰기도 했다. 베가와 프룸은 1998년 갈라섰다가 결국 이혼했다.
베가는 변호사이자 시인인 폴 밀스와 2006년 2월 11일 재혼했다. 그가 처음으로 프로포즈한지 22년 뒤였다고 한다.
2010년부터 딸 루비는 엄마와 함께 투어에서 간간히 공연에 참여하고 있다.
수잔 베가의 종교는 니치렌 불교이며 국제 불교단체인 창가학회의 미국 지부 회원이다.

## 수상 및 후보 연혁
| 년도 | 상                              | 작품                              | 분류                                                  | 결과 |
| ---- | ------------------------------- | --------------------------------- | ----------------------------------------------------- | ---- |
| 1987 | NWE 어워드                      | 본인                              | 최우수 여성 가수                                      | 수상 |
| 1988 | 폴스타 콘서트 인더스트리 어워드 | 본인                              | 이 해의 소규모 공연장 투어                            | 후보 |
| 1988 | 1988년 MTV 비디오뮤직 어워드    | "루카(Luka)"                      | MTV 비디오뮤직 어워드 최우수 여성 뮤직비디오          | 수상 |
| 1988 | 1988년 MTV 비디오뮤직 어워드    | "루카(Luka)"                      | MTV 비디오뮤직 어워드 - 주목할 비디오                 | 후보 |
| 1988 | 1988년 MTV 비디오뮤직 어워드    | "루카(Luka)"                      | MTV 비디오뮤직 어워드 - 최우수 예술성                 | 후보 |
| 1988 | 그래미 어워드                   | "루카(Luka)"                      | 그래미 어워드 - 이 해의 곡                            | 후보 |
| 1988 | 그래미 어워드                   | "루카(Luka)"                      | 그래미 어워드 - 이 해의 음반                          | 후보 |
| 1988 | 그래미 어워드                   | "루카(Luka)"                      | 그래미 어워드 - 최우수 여성 팝 보컬 공연              | 후보 |
| 1990 | 그래미 어워드                   | Days of Open Hand                 | 그래미 어워드 - 최우수 컨템포러리 포크 앨범           | 후보 |
| 1990 | 그래미 어워드                   | Days of Open Hand                 | 그래미 어워드 - 최우수 앨범 패키지                    | 수상 |
| 1992 | 빌보드 뮤직 어워드              | "Blood Makes Noise"               | 최우수 팝/록 여성 비디오                              | 후보 |
| 1993 | 뉴욕 뮤직 어워드                | 99.9F°                            | 최우수 록 앨범                                        | 수상 |
| 2003 | 글래머 어워드                   | 본인                              | 이 해의 여성                                          | 수상 |
| 2004 | 피바디 어워드                   | 본인                              | 연예                                                  | 수상 |
| 2008 | 2008 그래미 어워드              | Beauty & Crime                    | 그래미 어워드 - 최우수 엔지니어링 앨범, 비클래식 부문 | 수상 |
| 2010 | 뉴욕 뮤직 어워드                | Close-Up Vol. 1, Love Songs       | 최우수 팝/록 모음집                                   | 수상 |
| 2012 | 드라마 데스크 어워드            | Carson McCullers Talks About Love | 드라마 데스크 어워드 - 연극 음악 우수상               | 후보 |

## 앨범
정규앨범
- Suzanne Vega (1985)
- Solitude Standing (1987)
- Days of Open Hand (1990)
- 99.9F° (1992)
- Nine Objects of Desire (1996)
- Songs in Red and Gray (2001)
- Beauty & Crime (2007)
- Tales from the Realm of the Queen of Pentacles (2014)
- Lover, Beloved: Songs from an Evening with Carson McCullers (2016)
- Flying with Angels (2025)

## 참고
1. ↑  Softer, earthier Vega releases new album
2. ↑  Suzanne Vega > Biography
3. ↑  “Suzanne Vega: A Life in Music”. Official Community of Suzanne Vega. 2008년 4월 19일에 원본 문서에서 보존된 문서. 2008년 5월 26일에 확인함.
4. ↑  “Biography”. 《Official Community of Suzanne Vega》. 2008년 4월 30일에 원본 문서에서 보존된 문서. 2008년 5월 26일에 확인함.
5. ↑  Fricke, David. Suzanne Vega Album Review[깨진 링크], Rolling Stone, July 4, 1985. Accessed June 5, 2009.
6. ↑  Holden, Stephen (1986년 4월 20일). “Philip Glass Turns to the Song”. 《The New York Times》 (New York, NY). 2016년 7월 12일에 확인함.
7. ↑  Roberts, David (2006). British Hit Singles & Albums (19th ed.). London: Guinness World Records Limited. p. 584. ISBN 1-904994-10-5.
8. 1 2  “RIAA – Gold & Platinum Searchable Database – June 23, 2015”. 《Riaa.com》. RIAA.
9. ↑  Morse, Steve (1997년 9월 5일). “Stepping Out: Pop star turned classical composer, Joe Jackson takes on the Seven Deadly Sins”. 《Santa Cruz Sentinel》 (Santa Cruz, CA). 2016년 7월 12일에 확인함 – Newspapers.com 경유.
10. ↑  Gewertz, Daniel (1999년 2월 24일). “Vega has 'Eye' for passionate poetry”. 《The Boston Herald》 (Boston, MA). 2016년 9월 11일에 원본 문서에서 보존된 문서. 2016년 6월 28일에 확인함. - HighBeam Research 경유 (구독 필요)
11. ↑  “A Tribute To Christina Ricci”. Tidal.
12. ↑  “Nuclear weapons, affirmative action works awarded”. 《The Gettysburg Times》 (Gettysburg, PA). AP. 2004년 4월 2일. 2016년 7월 12일에 확인함 – Newspapers.com 경유.
13. ↑  “American Mavericks”. 《Publicradio.org》. American Public Media. 2016. 2016년 7월 12일에 확인함.
14. ↑  “American Jewish World Service”. Ajws.org. October  5, 2011에 원본 문서에서 보존된 문서. October 18, 2011에 확인함.
15. ↑  The Official Suzanne Vega Website .::. By Suzanne: Articles, Poetry and Essays. Web.archive.org (November 11, 2006). Retrieved on 2011-05-07.
16. ↑   보관됨 11월 11, 2006 - archive.today
17. ↑   [깨진 링크]
18. ↑  Doelle, Chris (2008년 1월 5일). “PMC Top10–010408 – Top Hits of 2007!!!”. PMC Top10. 2008년 3월 25일에 원본 문서에서 보존된 문서. 2007년 4월 1일에 확인함.
19. ↑  “Independent Music Awards”. Independent Music Awards. 2011년 10월 18일에 확인함.
20. ↑  “Compare & Save on Cheap Hotel Deals”. 《HotelsCombined.com》. 2015년 5월 9일에 원본 문서에서 보존된 문서.
21. ↑  “Top40-Charts.com”. Top40-Charts.com. 2011년 10월 18일에 확인함.
22. ↑  “Independent Music Awards – Past Judges”. Independentmusicawards.com. July 13, 2011에 원본 문서에서 보존된 문서. October 18, 2011에 확인함.
23. ↑  Suzanne Vega | Brief Bio 2010 보관됨 1월 8, 2011 - 웨이백 머신. Suzannevega.com. Retrieved on 2011-05-07.
24. ↑  “Suzanne Vega's Close-Up series more than meets the eye”. Mbbarton.wordpress.com. 2010년 3월 17일. 2010년 7월 20일에 원본 문서에서 보존된 문서.
25. ↑  Theo Spielberg (2011년 11월 4일). “Suzanne Vega Proudly Embraces Her Role as 'The Mother of the MP3'”. spinner.com. 2011년 11월 4일에 원본 문서에서 보존된 문서.
26. ↑  Twitter / Suzanne Vega: Vol 3 of Close-Up coming out in July of this year – States of Being. Twitter.com. Retrieved on 2011-05-24.
27. ↑  "Ishtar Press-release 보관됨 3월 6, 2014 - 웨이백 머신 Announcement headliner for the Festival Antigel in Geneva, February 15, 2014
28. ↑  Ayers, Mike (2016년 7월 6일). “Hear Suzanne Vega's New Song 'We of Me' From Her Upcoming Album Inspired by Writer Carson McCullers (Exclusive)”. 《The Wall Street Journal》. 2016년 7월 30일에 확인함.
29. ↑  “Suzanne Vega Lover, Beloved: Songs From An Evening With Carson McCullers”. Nimbit. 2016년 10월 1일에 원본 문서에서 보존된 문서. 2016년 10월 14일에 확인함.
30. 1 2 3  Vega, Suzanne (2012년 10월 1일). 《Suzanne Vega》.  인터뷰어: Schlansky, Evan. 2016년 10월 19일에 원본 문서에서 보존된 문서. 2016년 10월 18일에 확인함.
31. ↑  Barber, Simon and O'Connor, Brian (2013년 11월 27일). “Episode 49 – Suzanne Vega”. Sodajerker. 2016년 10월 18일에 확인함.
32. ↑  O Hillis, Dean (2015년 3월 17일). “A Melody – A Chord – A Lyric: A Conversation with Suzanne Vega”. SLUG Magazine. 2016년 8월 2일에 확인함.
33. ↑  Alan Light (2011년 4월 27일). “Suzanne Vega's 'Carson McCullers Talks About Love'”. 《NYTimes.com》. 2011년 5월 26일에 확인함.
34. ↑  Charles Isherwood (2011년 5월 5일). “The Alienated Souls Whisperer”. 《NYTimes.com》. 2011년 5월 27일에 확인함.
35. ↑  Dan Bacalzo (2011년 5월 6일). “Carson McCullers Talks About Love”. 2011년 5월 27일에 확인함.
36. ↑  “2012 Nominees – 57th Annual Drama Desk Awards”. Dramadeskawards.com. August 16, 2012에 원본 문서에서 보존된 문서. September  7, 2012에 확인함.
37. ↑  Anthony, Andrew. “Suzanne Vega: 'It's taken me a while to say, You are what you are, it's fine'”. 《The Guardian》. 2016년 10월 18일에 확인함.
38. ↑  Deeks, Russell (2015년 5월 14일). “Interview: Suzanne Vega”. Songwriting. 2016년 8월 2일에 확인함.
39. ↑  “Fun Facts Music”. Official Community of Suzanne Vega. 2008년 5월 15일에 원본 문서에서 보존된 문서. 2008년 8월 22일에 확인함.
40. ↑  “The Official Suzanne Vega website”. Suzanne Vega. 2006년 5월 6일. 2012년 1월 30일에 원본 문서에서 보존된 문서. 2010년 12월 22일에 확인함.
41. ↑  “Suzanne Vega and Ruby Froom at the City Winery 06-May-2010”. YouTube.
42. ↑  “Mother & Daughter Vega”. YouTube.
43. ↑  “Ruby singing with me tonight”. 《Twitter》. 2011년 1월 8일.
44. ↑  “Suzanne Vega and Ruby Froom at Joe's Pub in NYC on November 14, 2014”. 《Suzannevega.com》. 2015년 2월 27일에 원본 문서에서 보존된 문서. 2019년 12월 30일에 확인함.
45. ↑  “SGI-USA Members in New York Celebrate Spring”. Soka Gakkai International. February 2008. October 20, 2013에 원본 문서에서 보존된 문서. October 19, 2013에 확인함.